# Stow Bardolph
Stow Bardolph is een civil parish in het bestuurlijke gebied King's Lynn en West Norfolk, in het Engelse graafschap Norfolk met 1230 inwoners.